# Première Grande Loge d'Angleterre
La première Grande Loge d'Angleterre est la première obédience maçonnique créée dans le monde. Elle est fondée le 24 juin 1717, par la fusion de quatre loges londoniennes. Ses principes fondamentaux sont inspirés de l'idéal des Lumières et de la révolution scientifique du XVIIIe siècle. Grande loge à l'usage des loges de Londres et de Wesminster, elle prend le nom de Grande Loge d'Angleterre en 1738 et connaît une grande expansion à travers le monde, durant la première moitié du XVIIIe siècle. Elle entretient pendant 62 ans une querelle initiée par l'ancienne Grande Loge d'Angleterre créée en 1751 et qui la qualifie du nom péjoratif de « Grande Loge des modernes », querelle qui s'achève en 1813 par un acte d'union et qui forme avec son ex-rivale, la Grande Loge unie d'Angleterre.

## Histoire

### Fondation

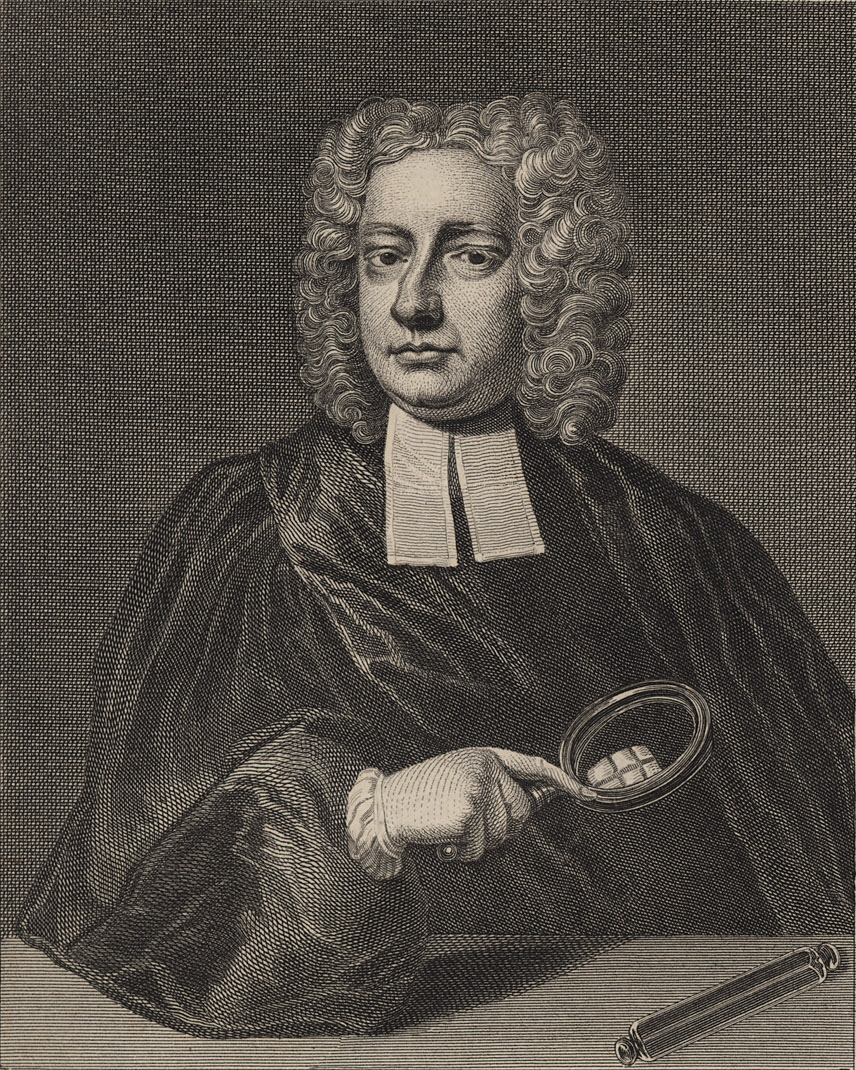
John Theophilus Desaguliers

La première grande loge est fondée peu de temps après l’avènement sur le trône de Grande-Bretagne, le 1er août 1714, de George 1er, premier roi de la Maison de Hanovre et de la fin de la première des rébellions jacobites en 1715.
Officiellement son origine  remonte au 24 juin 1717 jour de fête de la Saint Jean le Baptiste, quand quatre loges de Londres réunies dans la taverne du « Goose and Gridiron » ont fusionné à l'initiative de Jean Théophile Désaguliers, du pasteur anglican James Anderson et d'autres francs-maçons, pour former la première obédience maçonnique. Ses quatre loges portaient le nom des tavernes où elles se réunissaient : « L'Oie et le Grill », « La Couronne », « Le Pommier », « Le Gobelet et les Raisins ». Ce nouvel organisme prend le nom de « Grande Loge », il est chargé de la création et de la gestion de nouvelles loges destinées à l'usage de « Londres et de Westminster »,.
Le premier grand maître en 1717 est Anthony Sayer, dont les sources historiques ne laissent que peu de trace. C'est Georges Payne qui occupe un poste élevé au sein du corps des commissaires aux impôts qui fait office de grand maître à deux reprises en 1718 et 1720. L’intermède entre ces mandats est assumé par Jean Théophile Désagulier, un scientifique ecclésiastique, ami d'Isaac Newton. Si les trois premiers grands-maîtres sont des roturiers, Désaguliers parvient à y attirer un grand nombre de membres de la Royal Society et à faire accepter la grande maîtrise au duc de Montagu en 1721, puis à Philip Wharton, un jacobite, 1er duc de Wharton en 1723. 
Dans les années qui suivent tous les grands maîtres sont membres de la noblesse. Ces figures nobiliaires visent surtout à augmenter la visibilité et l’attrait de l'obédience dans le public. Néanmoins, le recrutement reste éclectique : à côté des aristocrates et des savants, on trouve aussi des artisans, des petits commerçants, des aubergistes. Ses membres encouragent le théâtre et rédigent des prologues et épilogues maçonniques pour certaines pièces, ainsi que de nombreuses chansons maçonniques. L'activité des loges est essentiellement tournée vers la convivialité, la sociabilité et le divertissement.  En 1725 en dehors des loges de Londres, les archives de la grande loge, laissent apparaître des loges à Bath, Bristol, Norwich, Chichester, Chester, Reading, Gosport, Carmarthen, Salford et Warwick. Elles font également état d'embryon de grandes loges provinciales du Cheshire et en Galles du Sud.

### Constitution maçonnique
George Payne (en), deuxième grand maître décide d'écrire lui-même le règlement général de l'obédience, qui est adopté lors de son deuxième mandat, mais le manque d'archives sur la période de 1717 à 1721 ne permet pas de définir clairement quels sont les termes exacts de ce règlement, ni l'étendue de son application. Le pasteur James Anderson rédige sur commande de la grande loge, des constitutions qui contiennent l'histoire allégorique, les droits et règlements de ce qu'il nomme « l'ancienne et très vénérable fraternité ». Les constitutions d'Anderson sont soumises pour approbation et publiées par décret du grand maître Philip Wharton en 1723. Pour la première fois l’ensemble des règles de la franc-maçonnerie à l'exception des rituels maçonniques sont disponibles dans un livre imprimé. Anderson n’aurait reçu aucune rémunération issue de l'édition de ce livre qui débute en 1730 et son nom n'apparaît pas sur la page de garde, mais est mentionné en appendice.

### Expansion et conflit
La nouvelle obédience ne connaît pas un succès immédiat, plusieurs loges rejetant l'organisation qu'elle propose ainsi que la modification de certaines pratiques rituelles. Le deuxième quart du XVIIIe siècle voit toutefois son emprise sur le pays prospérer ce qui l'emmène en 1738 à se proclamer « Grande Loge d'Angleterre ». Cette croissance rapide ne se fait pas sans des heurts avec des loges nouvelles ou des francs-maçons mécontents, dont certains divulguent dans le public des révélations souvent pamphlétaires sur ses pratiques. La plus notable étant celle de Samuel Pritchard, avec son ouvrage, La maçonnerie disséquée en 1730 et qui connut alors un grand succès. Ce livre dévoile au grand public la plus grande partie des représentations des trois premiers degrés symboliques de la franc-maçonnerie de ce siècle. La grande loge modifie par la suite certaines de ses pratiques rituelles, modifications qui seront un des facteurs d'éloignement avec les Grandes Loges d’Écosse et d'Irlande, ainsi que plusieurs autres loges qui considèrent avec une extrême méfiance ses dérogations aux « anciennes obligations ».

### «Anciens»et«Modernes»
En 1751, un groupe de loges non affiliées dont les membres sont principalement des Irlandais, crée une grande commission qui se transforme en « Société de le plus ancienne et honorable des maçons francs et acceptés selon les anciennes constitution ». Cette nouvelle grande loge, sera connue comme celle des « Anciens ». Cette obédience adhère à ce qu'elle définit comme des rituels maçonniques plus anciens et authentiques que ceux pratiqués par la première grande loge. Elle se développe rapidement, notamment sous l’influence de Laurence Dermott, qui en est le grand secrétaire de 1752 à 1771 et le grand maître adjoint par périodes intermittentes. Cette « Grande Loge des anciens », bénéficie aussi de la reconnaissance de la Grande Loge d’Écosse ainsi que de celle de la Grande Loge d'Irlande.
Laurence Dermott dote cette nouvelle obédience de constitutions qui lui sont propres et qui portent le nom d'Ahiman Rezon. La première édition est publiée en 1756 et rééditée une première fois en 1764. Dans cette seconde édition la  critique de la première grande loge que fait Laurence Dermott devient plus virulente et plus sarcastique, qualifiant péjorativement dans ses écrits cette dernière de « moderne », dénonçant leurs pratiques comme anticonstitutionnelles. Chaque édition successive voit son agressivité verbale se renforcer au fil du temps. Au travers de ces écrits les termes de « Modernes » et d'« Anciens » se sont imposés pour désigner les deux grandes loges rivales.

### Acte d'union
Les relations entre les deux principales obédiences anglaises connaissent une forme de dégel dans les années 1790. S'il est difficile de ne pas corréler ce début de rapprochement avec la mort de Laurence Dermott en 1791, d'autres facteurs contribuent à la fin de la querelle qui les oppose depuis 62 ans. John Murray (4e duc d'Atholl) est le grand maître de la « Grande Loge des anciens » et  Francis Rawdon-Hastings, 1er marquis d'Hastings, celui de la « Grande Loge des modernes ». Ces deux nobles ne sont pas seulement des grands maitres d'apparat comme ont pu en connaitre ces grandes loges, mais sont très actifs au sein de leur ordre respectif. Ils seront contraints d'agir et de travailler ensemble en compagnie de la Grande Loge d’Écosse et également de celle d'Irlande, sous peine de voir la franc-maçonnerie mise hors la loi. L'empire britannique est en guerre contre Napoléon et l’empire français, la loi sur les sociétés illégales qui vise à lutter contre l'espionnage, interdit toutes associations liées par des serments secrets. Le gouvernement fait une exception à cette loi sur la demande des grandes loges qui s'unissent à cette occasion autour de cette requête en exception.
Les progrès vers une union réelle avancent lentement jusqu'à la création par la « Grande Loge des modernes » de la « loge de promulgation » en 1809, dont le but est de revenir à un rituel qui soit accepté par les « Anciens », les Écossais et les Irlandais. Une des résolutions impose une  cérémonie d'installation des nouveaux vénérables maîtres de loge, ce rituel faisant partie du courant des« Anciens », ainsi que l’acceptation dans les statuts de l’union du grade de « Maitre maçon de l’Arche royale ». En 1811, les « Modernes » annoncent formellement revenir aux anciens usages rituels marquant le début du processus effectif de fusion des deux grandes loges. Le 1er décembre 1813, le duc d'Atholl démissionne de sa charge de grand maître des « Anciens ». Le marquis d'Hastings fait de même pour les « Modernes » et accepte le poste de gouverneur de l'Inde en 1812. Augustus Frederick de Sussex, devient le premier grand maître, le jour de la fête de la Saint Jean l'Évangéliste le  27 décembre 1813, de la nouvelle Grande Loge unie d'Angleterre.

## Grands maîtres
- 1717, Anthony Sayer ;
- 1718, George Payne ;
- 1719, John Theophilus Desaguliers ;
- 1720, George Payne ;
- 1721–1723, John Montagu (2e duc de Montagu) ;
- 1723, Philip Wharton, 1er duc de Wharton ;
- 1723–1724 Francis Scott (2e duc de Buccleuch) comte de Dalkeith ;
- 1724 Charles Lennox (2e duc de Richmond) ;
- 1725, James Hamilton, lord Paisley ;
- 1726, William O'Brien (4e comte d'Inchiquin) ;
- 1727, Henry Hare, 3e comte Colerane ;
- 1728, James King, 4e comte Kingston ;
- 1730, Thomas Howard, 8e Duc de Norfolk ;
- 1731, Thomas Coke, 1er comte de Leicester ;
- 1732, Viscount Montagu Anthony Browne, 6e Vicomte Montagu ;
- 1733, James Lyon, 7e comte de Strathmore et Kinghorne ;
- 1734, John Lindsay, 20e comte de Crawford ;
- 1735, Thomas Thynne, 2e vicomte Weymouth ;
- 1736, John Campbell (4e comte de Loudoun), ;
- 1737, Edward Bligh, (2e comte de Darnley) ;
- 1738, Henry Brydges, 2e duc de Chandos ;
- 1739, Robert Raymond, 2e comte Raymond ;
- 1740, John Keith, 3e comte de Kintore ;
- 1741, James Douglas, 14e comte de Morton ;
- 1742–1744, John Ward, 1er vicomte de Dudley et de Ward ;
- 1745–1747, JamesCranstoun 6e lord Cranstoun ;
- 1747–1752, William Byron, 5e comte Byron ;
- 1752–1753, John Proby, 1er comte Carysfort ;
- 1754–1757, James Brydges, 3e duc de Chandos ;
- 1757–1762, Sholto Douglas, 15e comte de Morton ;
- 1762–1764, Washington Shirley, 5e comte Ferrers ;
- 1764–1767, Cadwallader Blayney (9e baron Blayney);
- 1767–1772, Henry Somerset (5e duc de Beaufort) ;
- 1772–1777, Robert Edward Petre, 9e comte Petre ;
- 1777–1782, George Montagu, 4e duc de Manchester ;
- 1782–1790, Prince Henry, duc de Cumberland et de Strathearn ;
- 1792–1812, George IV Prince de Galles ;
- 1790–1812 Francis Rawdon-Hastings, 1er Marquis d'Hastings, comte de Moira ;
- 1813, Augustus Frederick de Sussex[15].